# Мирин Дажо
Мирин Дажо (эсп. Mirindaĵo — «чудо», настоящее имя Арнольд Геррит Хенскес (нидерл. Arnold Gerrit Henskes), 6 августа 1912, Роттердам — 26 мая 1948, Цюрих) — голландский дизайнер, художник, ставший известным благодаря прокалыванию своего тела насквозь всеми возможными видами холодного оружия.

## Ранние годы
Арнольд Геррит Хенскес родился 6 августа 1912 в Роттердаме. Увлекался рисованием и в 20 лет стал руководителем дизайнерского бюро в «Beaux Arts».
В молодости с Арнольдом Хенскесом неоднократно происходили странные события. Однажды он написал портрет недавно умершей племянницы, которая всю жизнь прожила в Южной Африке и которую он никогда не видел. Он сумел изобразить её очень точно, что подтвердили позже фотографии этой женщины.
Часто бывало, просыпаясь по утрам, Арнольд обнаруживал, что руки и простыни испачканы краской, а в комнате беспорядок. Во сне он бессознательно рисовал художественные картины, даже не просыпаясь и ничего не помня утром.
Кардинальные жизненные перемены произошли у Арнольда в 1945 году, на 33-м году жизни. Именно тогда он поверил в то, что его тело неуязвимо. Арнольд решил показать всем, что он физически неуязвим, бросил работу и переехал в Амстердам, где ходил по кафе и барам и предлагал посетителям зарезать себя. Скоро о нём заговорил весь город. (источник не указан)

## Выступления
Хотя Арнольд прославился исключительно прокалыванием тела, на его первом выступлении он съел кусок стекла и шесть лезвий. Как признавался сам Арнольд, эти вещи никогда не покидали его тело, а дематериализовались внутри него.
В Амстердаме он взял себе псевдоним Мирин Дажо (эсп. Mirin Daĵo, от mirindaĵo), что в переводе означает «чудо». Он считал эсперанто языком, способным объединить человечество в единый мир.
Следующим этапом стал поиск агента, который бы организовывал М. Дажо выступления: сначала в кафе и клубах, позже в театрах и церквях для донесения своего послания человечеству. Агент был найден, и Мирин Дажо был отправлен для обследования в университет Лейдена, чтобы получить лицензию на выступления. Первое научное обследование провели профессор Карп (нидерл. Carp), доктора Бертольт (нидерл. Bertholt) и Стоквис (нидерл. Stokvis). Лицензию Мирин Дажо получил только для выступлений в закрытых клубах в связи с необычным умением. Это огорчило его, так как демонстрация неуязвимости должна была проходить не в форме шоу, а в форме лекции и должна была являться донесением до людей его мировоззрения.
Вскоре Мирин Дажо знакомится с Яном Дирком де Гроотом (нидерл. Jan Dirk de Groot), который становится его единственным и бессменным помощником. Ян де Гроот поделился тем, что происходило за сценой, и каким он видел Мирина Дажо. Он говорил о том, что у Дажо есть как минимум три ангела-хранителя, которые оберегали его и подсказывали каким испытаниям можно подвергнуть своё тело. Многие испытания не демонстрировались на людях, например, умывание кипятком. Кожа Дажо при этом даже не покраснела, не говоря об ожоге.
Ян де Гроот подсчитал, что в день Дажо прокалывали более 50 раз, и несколько дней более 100 раз. Острые спицы и рапиры проходили сквозь сердце, лёгкие и селезёнку, иногда через несколько органов одновременно, кровь при этом отсутствовала. Время от времени лезвия посыпались ядом или вонзались преднамеренно заржавевшие. В одном выступлении в Цюрихе, чтобы доказать публике, что это не обман, Дажо пронзили тремя полыми 8-миллиметровыми трубками, через которые подавалась вода.
Дажо утверждал, что это не металл проходит сквозь него, а он проходит сквозь металл. Он дематериализовывал тот участок тела, через который проходило оружие. В одном из упражнений де Гроот наблюдал, как Дажо стал полностью невидимым и материализовался, только когда нарушилось эмоциональное равновесие.
Но Дажо оставался по сути обычным человеком. Его состояние, по его словам, имело возможность включаться и отключаться. Однажды он даже сломал руку, но сразу же вправил кость, и перелом исчез.
Ян де Гроот также отмечал телепатические и целительские способности Дажо. Лечение людей происходило в присутствии врачей.
В 1947 году Мирин Дажо отправился на гастроли в Швейцарию. 31 мая 1947 года он продемонстрировал свои таланты в Цюрихском кантональном госпитале в присутствии множества докторов, врачей и журналистов. Там же были сделаны рентгеновские снимки, показывающие пронзённые шпагой внутренние органы.
После изъятия шпаги кровь отсутствовала, а на теле остались лишь маленькие пятнышки. Подобные исследования были проведены также в Базеле и Берне.
Несмотря на то, что самому Дажо кинжалы и рапиры не причиняли никакого вреда, зрители часто падали в обморок. Во время одного из выступлений у особенно впечатлительной зрительницы случился сердечный приступ. А на представлении в концертном зале «Корсо» в Цюрихе рапира задела кость. Услышав в абсолютной тишине негромкий скрежет, несколько человек упали в обморок. Это привело к тому, что Дажо запретили проводить свои выступления в больших залах. Ему пришлось ограничиться сценами кафе и баров, но это его не смущало.

## Миссия
Для Мирина Дажо его выступления не были целью получения славы или богатства, он хотел показать миру, что есть нечто большее, чем реальность, и человек может существовать вне материального мира.
Мирин Дажо говорил, что физическая неуязвимость — это первый этап. Второй этап — донести всему миру сообщение, что люди должны отказаться от материалистического пути развития. Они должны понять, что существует высшая сила, источник, который работает через него и который дал ему эту неуязвимость, как знак того, что существует нечто большее за пределами материалистической картины мира. Он утверждал, что доносит послание мира, а материалистический путь жизни человека может привести к нищете и войне. Также Мирин Дажо был вегетарианцем, так как не любил мясо.

## Гибель
Во время гастролей по Швейцарии «ангелы-хранители» Дажо велели ему проглотить стальную иглу, которую затем полагалось извлечь хирургическим путём. Причём операция должна была пройти без наркоза. 11 мая 1948 года Дажо проглотил иглу. Она оставалась внутри его тела два дня. Доктор согласился извлечь её, но операцию 13 мая провели под наркозом.
Через 10 дней помощник де Гроот отправился в аэропорт встречать жену, а Дажо остался дома и лёг в постель. Приехав домой, де Гроот с женой застали Дажо по-прежнему лежащим в постели. Ян знал, что его друг часто медитирует или, как он утверждал, «покидает тело». Поэтому он, как обычно, проверил у него пульс и, убедившись, что пульс бьётся сильно и ровно, ушёл. Дажо не встал и на следующий день. Поскольку он никогда не впадал в столь длительный «транс», де Гроот забеспокоился, но Дажо продолжал глубоко дышать, и пульс у него был ровным.
Утром третьего дня де Гроот вновь заглянул в комнату друга. Ни пульса, ни дыхания у Дажо уже не было. Дажо был объявлен мёртвым 26 мая 1948 года. Вскрытие показало, что причиной смерти является разрыв аорты. Хирург, извлекавший иглу, и де Гроот с этим заключением не согласились.
Ян де Гроот рассказал о том, что Дажо знал о своей смерти, так как после отъезда из Голландии в Швейцарию он сказал, что больше не увидит Родину. Дажо отказался от помощи де Гроота при проглатывании иглы, ходит поверье, что это было сделано для того, чтобы на него не легла ответственность за этот поступок.

## Печатные издания
Всего было выпущено шесть книг о жизни Мирин Дажо - на немецком, английском и нидерландском языках:
• «Mirin Dajo und seine Wunder: Einführung» , Paul Studer , 1947, OCLC 602070391;
• «Das Wunder Mirin Dajo» , Jack Schumacher , 1947, OCLC 600617896;
• «Mirin Dajo. Leben, Glaube, Tod, Klärungsversuch» , Traugott Egloff, Willy Wagner, 1949, OCLC 18607977;
• «De onkwetsbare profeet. Het Nederlandse fenomeen Mirin Dajo» , Jan de Groot, 2003, ISBN 90-806700-6-5;
• «Das Wunder Mirin Dajo» , Luc Bürgin, 2004, ISBN 3-930219-74-3;
• «Das letzte geheimnis von Mirin Dajo» , Luc Bürgin, 2022, ISBN 978-3-86445-883-5.

Все эти книги были неофициально переведены на русский язык и опубликованы в интернете, в исходном формате pdf:
• «Мирин Дажо и его чудеса. Введение», Пол Штудер, 1947;
• «Чудо Мирин Дажо», Джек Шумахер, 1947;
• «Мирин Дажо. Жизнь, вера, смерть. Попытка разъяснения», Вилли Вагнер, 1949;
• «Неуязвимый пророк. Голландский феномен Мирин Дажо», Ян де Гроот, 2003;
• «Чудо Мирин Дажо», Люк Бюргин, 2004;
• «Последний секрет Мирин Дажо», Люк Бюргин, 2022;